# Chemisches Element
|  |  |
|  |  |

|  |  |  |  |  |
|  |  |  |  |  |

Periodensystem der Elemente

Ein chemisches Element ist ein Reinstoff, der mit chemischen Methoden nicht mehr in andere Stoffe zerlegt werden kann. Die Elemente sind die Grundstoffe der chemischen Reaktionen. Die kleinste mögliche Menge eines Elements ist das Atom. Alle Atome eines Elements haben dieselbe Anzahl an Protonen im Atomkern (die Ordnungszahl). Daher haben sie den gleichen Aufbau der Elektronenhülle und verhalten sich folglich auch chemisch gleich.
Ein Element wird durch ein Elementsymbol bezeichnet, eine Abkürzung, die meist vom lateinischen Namen des Elements (beispielsweise Pb von plumbum, Fe von ferrum) abgeleitet ist. Die Elemente werden im Periodensystem nach steigender Kernladungszahl angeordnet. Insgesamt sind bis heute 118 Elemente nachgewiesen worden. Davon kommen die Elemente mit Ordnungszahl von 1 bis 94 auf der Erde natürlich vor, allerdings oft in Form von chemischen Verbindungen und zum Teil nur in äußerst geringen Spuren, z. B. als kurzlebige Zwischenprodukte im radioaktiven Zerfall. 80 der 118 bekannten chemischen Elemente haben mindestens ein stabiles Nuklid.

## Geschichte

### Begriffsgeschichte
Der Begriff chemisches Element (von lateinisch elementum im Sinne eines aristotelischen Elements als „nicht weiter Teilbares“) entstand ab dem 17. Jahrhundert, als zunehmend erkannt wurde, dass der Elementbegriff der Alchemie untauglich für eine wissenschaftliche Aufklärung der vielfältigen Eigenschaften von Stoffen und ihren Reaktionen miteinander ist. Einen maßgeblichen Schritt tat Etienne de Clave, der 1641 die Definition gab, Elemente seien „einfache Stoffe, aus denen die gemischten Stoffe zusammengesetzt sind und in welche die gemischten Stoffe letztlich wieder zerlegt werden können“. Robert Boyle veröffentlichte 1661 unter dem Titel The Sceptical Chymist eine einflussreiche Kritik an den Unzulänglichkeiten der Alchemie. Darin führte er aus, dass man unter chemischen Elementen diejenigen primitiven Stoffe verstehen sollte, „die weder aus anderen Substanzen noch auseinander entstanden sind, sondern die Bestandteile bilden, aus denen gemischte Stoffe bestehen“.
Beide Forscher stellten sich damit einerseits in Gegensatz zur herrschenden Vier-Elemente-Lehre der Alchemisten, die alle Stoffe durch unterschiedliche Mischungen von Feuer, Wasser, Luft und Erde zu erklären suchte, und machten den Begriff Element überhaupt der näheren experimentellen Erforschung zugänglich. Andererseits blieben sie der Alchemie verhaftet, indem sie annahmen, einzeln könnten diese Elemente nicht in der Wirklichkeit vorkommen, vielmehr sei jeder reale Stoff eine Mischung sämtlicher Elemente gleichzeitig. Boyle bezweifelte, dass es solche Elemente überhaupt gibt. Ganz im Geist der damals aufkommenden Mechanik nahm er an, die einheitlich erscheinenden Stoffe bestünden aus einheitlichen kleinen Teilchen, die ihrerseits in jeweils wohlbestimmter Weise aus kleinsten Korpuskeln zusammengesetzt sind. Die Vielfalt der Stoffe und ihrer Reaktionen erklärte er durch die unzähligen möglichen Arten, in denen sich die Korpuskeln zu diesen, für jeden Stoff charakteristischen Teilchen verbinden können. Als Folge einer Umlagerung der Korpuskel sah er auch die in der Alchemie gesuchte Transmutation als möglich an, d. h. die Umwandlung eines Elements (z. B. Blei) in ein anderes (z. B. Gold).
Doch war Boyle damit der Wegbereiter für Antoine Laurent de Lavoisier, der zwar die Korpuskeln als metaphysische Spekulation abtat, aber 1789 die chemischen Elemente dadurch charakterisierte, dass sie nicht in andere Substanzen zerlegt werden konnten. Genauer: Alle Stoffe sollten als elementar, d. h. nicht zusammengesetzt, gelten, solange keine Methoden zur weiteren Abtrennung einzelner Bestandteile gefunden wären.
Auf diese Definition gestützt, eröffneten Lavoisiers außerordentlich genaue Beobachtungen an chemischen und physikalischen Stoffumwandlungen den Weg zur modernen Chemie. Insbesondere entdeckte er die Erhaltung der Gesamtmasse bei allen Stoffumwandlungen und bestimmte die genauen Massenverhältnisse, in denen reine Elemente miteinander reagieren. So wurde John Dalton auf das Gesetz der multiplen Proportionen geführt, das er 1803 durch die Annahme der Existenz unveränderlicher und unzerstörbarer kleinster Materieteilchen, der Atome, wissenschaftlich begründen konnte. Nach Dalton wird ein Element durch eine Sorte einheitlicher Atome definiert, die sich nach festen Regeln mit anderen Atomen verbinden können. Das unterschiedliche Verhalten der Elemente wird dadurch erklärt, dass ihre Atomsorten sich in Masse, Größe und Bindungsmöglichkeiten zu anderen Atomen unterscheiden. Daraus entsteht u. a. die Möglichkeit, die relativen Atommassen der verschiedenen Elemente untereinander zu bestimmen, wodurch die Atome erstmals zum Gegenstand der experimentellen Naturwissenschaft wurden.
Daltons Ansatz erwies sich in der Interpretation der chemischen Reaktionen und Verbindungen als außerordentlich erfolgreich. Seine Definitionen von Element und Atom wurden daher beibehalten, auch als die Annahmen der Unveränderlichkeit der Atome (insbesondere ihrer Unteilbarkeit) und der Gleichheit aller Atome desselben Elements durch Beobachtungen an den 1896 entdeckten radioaktiven Elementen endgültig widerlegt wurden: 1902 erklärte Ernest Rutherford in seiner Transmutationstheorie die radioaktiven Zerfallsreihen als Folge von Teilungen der Atome und weiteren Elementumwandlungen. 1910 entdeckte Frederick Soddy, dass Atome desselben radioaktiven Elements in verschiedenen Zerfallsreihen mit verschiedener Masse auftreten können (Isotopie). Ab 1920 wurden diese Erscheinungen dann bei allen Elementen gefunden.
In der ersten Hälfte des 20. Jahrhunderts wurde der Atombau dahingehend geklärt, dass das chemische Verhalten weitestgehend von der negativ geladenen Elektronenhülle des Atoms bestimmt wird, die ihrerseits durch die positive Ladung des Atomkerns bestimmt ist. Daher geht der heutige Begriff des chemischen Elements von der elektrischen Ladung des Atomkerns aus. Sie ist durch die Anzahl der im Kern vorhandenen Protonen gegeben, die daher als chemische Ordnungszahl des Atoms bzw. des Elements bezeichnet wird.
Rückblickend auf die ursprünglichen Definitionen für den Begriff Element von Clave, Boyle und Lavoisier (s. o.) und auch auf die Boyleschen Korpuskeln scheint es, dass die besten Realisierungen dieser seinerzeit hypothetischen Vorstellungen nicht durch die heutigen chemischen Elemente und Atome, sondern durch die Atombausteine Proton, Neutron, Elektron gegeben sind.

### Entdeckungsgeschichte

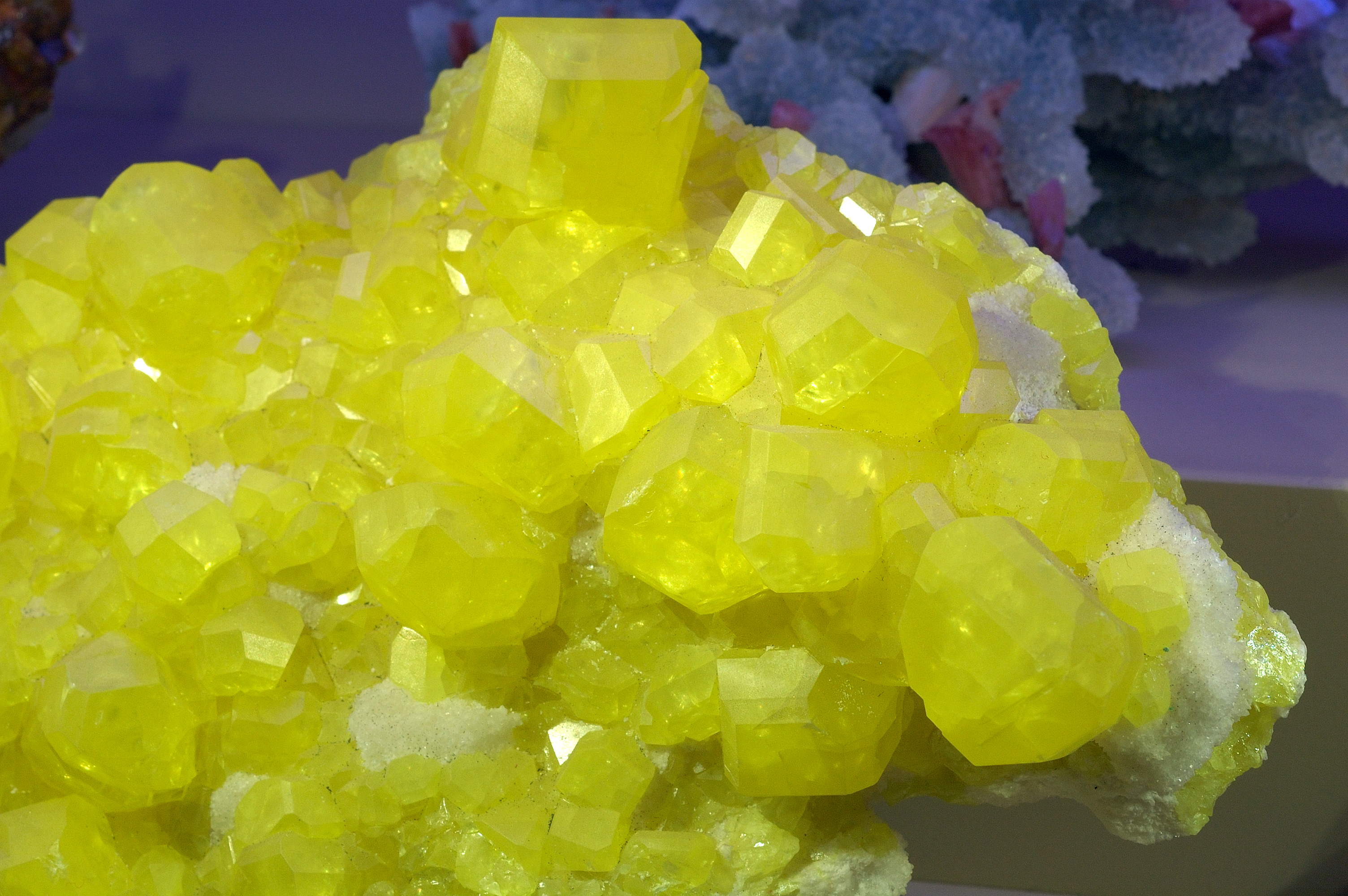
Schwefelkristall

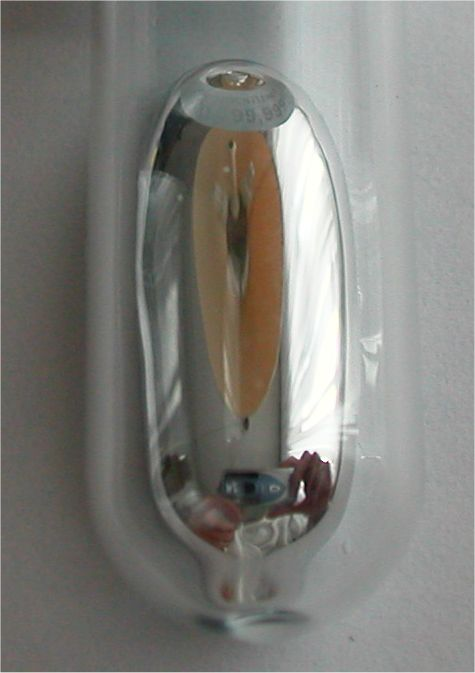
Quecksilbertropfen

In der Antike und bis weit ins Mittelalter war man der Auffassung, dass die Welt aus den vier Elementen Erde, Wasser, Luft und Feuer aufgebaut ist.
Von den Elementen im heutigen Sinne waren in der Antike nur zehn Elemente in Reinform bekannt, die entweder natürlich (d. h. gediegen) vorkamen oder aus Erz geschmolzen werden konnten: Kohlenstoff, Schwefel, Eisen, Kupfer, Zink, Silber, Zinn, Gold, Quecksilber und Blei. Im Laufe der mittelalterlichen Bergbaugeschichte wurden dann, vor allem im Erzgebirge, in Erzen geringe Mengen an Beimengungen unbekannter Metalle entdeckt und nach Berggeistern benannt (Cobalt, Nickel). Die Entdeckung des Phosphors 1669 durch Hennig Brand läutete schließlich das Zeitalter der Entdeckung der meisten Elemente ein, einschließlich des Urans aus Pechblende durch Martin Heinrich Klaproth 1789.
Vor dem Jahre 1751 waren folgende 9 Nebengruppenelemente bekannt: Eisen, Cobalt, Nickel, Kupfer, Zink, Silber, Platin, Gold sowie Quecksilber, ferner die 8 Hauptgruppenelemente Kohlenstoff, Phosphor, Schwefel, Arsen, Zinn, Antimon, Blei und Bismut. Im Jahr 1751 waren also insgesamt 17 Elemente bekannt.
Vom Jahre 1751 bis zum Jahre 1800 kamen noch 13 weitere Elemente hinzu: Wasserstoff, Titan, Chrom, Mangan, Yttrium, Zirconium, Molybdän, Wolfram, Uran, Stickstoff, Sauerstoff, Chlor und Tellur.
In der Zeit vom Jahre 1800 bis zum Jahre 1830 wurden insgesamt 22 neue Elemente entdeckt: die Nebengruppenelemente Vanadium, Tantal, Rhodium, Palladium, Cadmium, Osmium, Iridium und Thorium, ferner die Hauptgruppenelemente Lithium, Beryllium, Natrium, Magnesium, Kalium, Calcium, Strontium, Barium, Bor, Aluminium, Silicium, Selen, Iod und Brom.
Elf weitere Elemente traten zwischen dem Jahre 1830 bis 1869 hinzu. Sie waren auch ein Marker für den technisch-wissenschaftlichen Entwicklungszustand, denn es wurden auch schwer auffindbare und seltene Elemente entdeckt und beschrieben. Es waren Helium, Rubidium, Caesium, Indium, Thallium, Niob, Ruthenium, Lanthan, Cer, Terbium, Erbium. Somit waren bis zum Jahr 1869 63 Elemente entdeckt worden.
Im Laufe des 19. Jahrhunderts wurden die Metalle der Seltenen Erden entdeckt, womit fast alle natürlich vorkommenden Elemente bekannt waren. In dieser Zeit wurden auch viele hypothetische Elemente postuliert, die später wieder verworfen wurden, so etwa das Nebulium. Im 20. und dem begonnenen 21. Jahrhundert wurden viele in der Natur nicht vorkommende Elemente – die Transurane – künstlich erzeugt, teils in Kernreaktoren, teils in Teilchenbeschleunigern. Allen diesen Elementen ist gemeinsam, dass sie instabil sind, d. h., dass sie sich unterschiedlich schnell in andere Elemente umwandeln. Mit der Entdeckung weiterer solcher kurzlebiger Elemente ist zu rechnen; sie entstehen jeweils in nur äußerst geringen Mengen. Ihren Namen erhielten die Elemente jeweils von ihrem Entdecker, was im 20. Jahrhundert zu einer Elementnamensgebungskontroverse führte. Elemente, die noch nicht erzeugt oder benannt wurden, tragen Systematische Elementnamen.

### Ordnungssystem
Die Elemente ordnet man nach ihrer Kernladungszahl (Ordnungszahl) und der Elektronenkonfiguration ihrer Atome im Periodensystem der Elemente (PSE) in Gruppen und Perioden an. Dieses System wurde vom russischen Gelehrten Dmitri Iwanowitsch Mendelejew zeitgleich mit dem deutschen Arzt und Chemiker Lothar Meyer 1869 begründet.

## Eigenschaften

Schematische Darstellung des Atoms (nicht maßstäblich, sonst müsste die orange Fläche ca. 5 m Durchmesser haben)

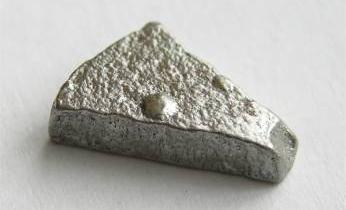
Bewegliche Elektronen sind verantwortlich für den Glanz von Metallen (hier Reineisen)

Identifiziert werden chemische Elemente mittels Nachweisreaktionen der Analytischen Chemie.
Viele Eigenschaften der Elemente lassen sich aus dem Aufbau ihrer Atome ableiten. Diverse historisch gewachsene Atommodelle, insbesondere das erfolgreiche Bohrsche Schalenmodell, liefern dazu die theoretischen Grundlagen.
Alle Atome eines Elements haben im elektrisch ungeladenen Zustand ebenso viele Elektronen in der Elektronenhülle wie Protonen im Atomkern. Ordnet man die Elemente gemäß wachsender Protonenzahl (Ordnungszahl) im sogenannten Periodensystem an, ergeben sich periodisch wiederkehrende Eigenschaften (siehe Hauptgruppe, Nebengruppe).
Bei chemischen Reaktionen werden nur die Elektronen auf den Außenschalen der Reaktionspartner umgeordnet, der Atomkern bleibt hingegen unverändert. Atome „suchen“ primär die sogenannte Edelgaskonfiguration (Stabilität wegen abgeschlossener Außenschale) zu erreichen, auch wenn das zu Lasten der elektrischen Neutralität geht, und streben nur sekundär nach Ladungsausgleich der Gesamtkonfiguration. Beschrieben wird dieses „Bestreben“ durch die Elektronegativität. Edelgase, also Elemente mit im neutralen Zustand abgeschlossener Außenschale, sind reaktionsarm und bilden nur unter drastischen Bedingungen Verbindungen.
Eine eindeutige „Identifizierung“ der Elektronen eines Elements liefert das Quantenzahlenquartett: Hauptquantenzahl, Nebenquantenzahl, Magnetquantenzahl, Spinquantenzahl, also quantenphysikalische Elementeigenschaften.

### Isotope, Nuklide
Alle Atome desselben Elements haben dieselbe Anzahl Protonen, sie können aber verschieden viele Neutronen enthalten. Diese nur in ihrer Neutronenzahl verschiedenen Arten sind die Isotope des betreffenden Elements. Die allgemeine Bezeichnung für eine durch Protonenzahl und Neutronenzahl festgelegte Atomart ist Nuklid.
Vom Wasserstoff existieren in natürlichen Vorkommen beispielsweise drei Isotope: Protium (keine Neutronen), Deuterium (1 Neutron), Tritium (2 Neutronen). Der Kern des häufigsten Wasserstoffisotops {\displaystyle ^{1}\mathrm {H} } (Protium, 99,9851 %) besteht aus einem einzelnen Proton. Deuterium tritt in natürlichem Wasserstoff nur mit einem Anteil von 0,0149 % auf, Tritium mit < 10−10 %.
Der häufigste Heliumatomkern {\displaystyle ^{4}\mathrm {He} } besteht aus zwei Protonen und zwei Neutronen. Es gibt in natürlichen Vorkommen mit einem Anteil von nur 0,000137 % aber auch das Isotop {\displaystyle ^{3}\mathrm {He} }, Helium-3, dessen Kern nur ein Neutron enthält.
Natürliches Chlor (17 Protonen) besteht aus einer Mischung aus Isotopen mit 18 Neutronen (75,8 %) und 20 Neutronen (24,2 %).

## Masse

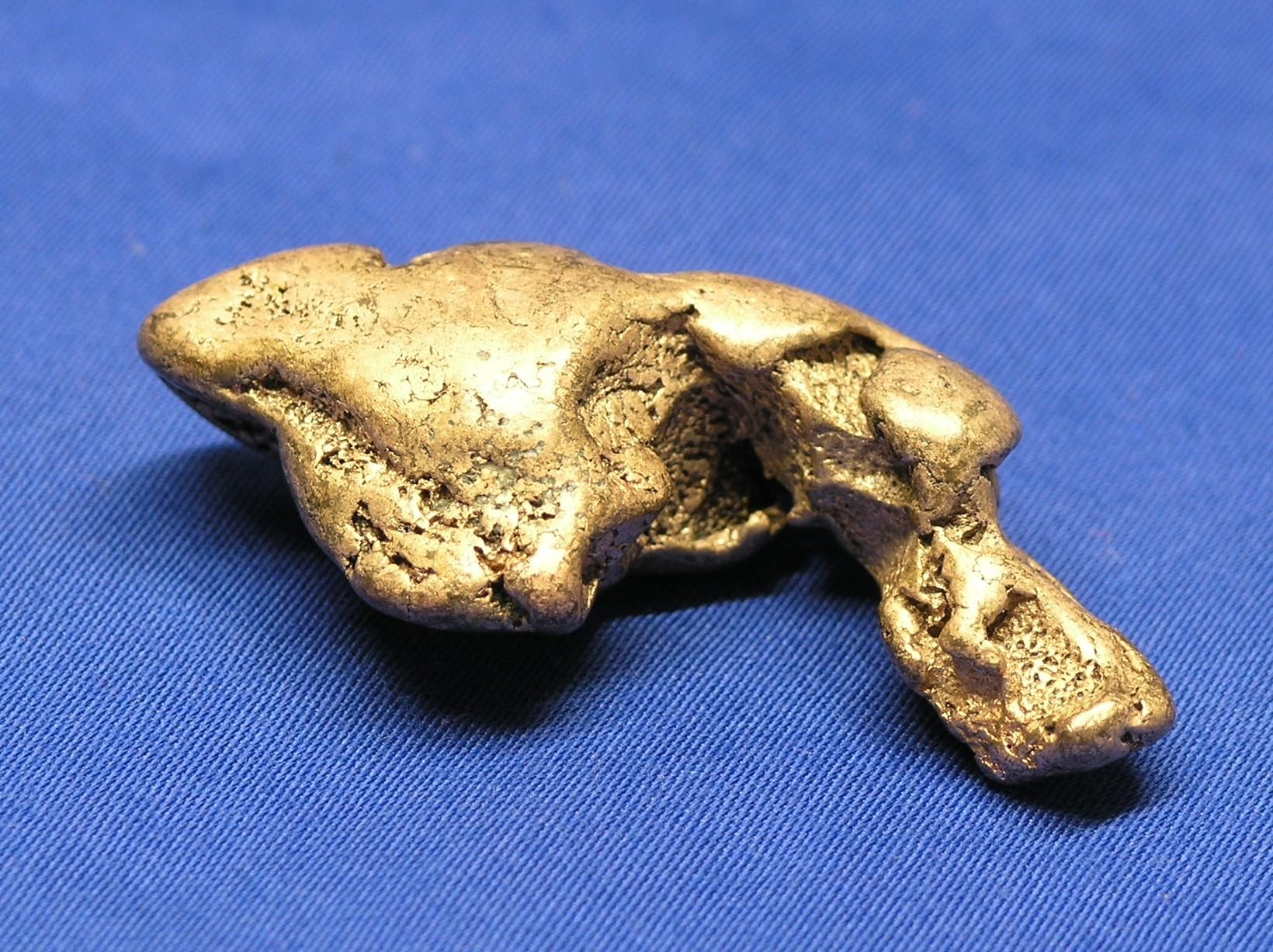
Kupfer-Nugget

Die Atommassen der Isotope sind annähernd, aber nicht genau ganzzahlige Vielfache der Masse des Wasserstoffatoms. Die Ursache für diese unter 0,9 Prozent liegenden Abweichungen sind:
- Die Bindungsenergie der Atomkern-Bestandteile zeigt sich als Massendefekt, so dass die Kernmasse stets etwas kleiner als die Summe der Massen der Kernbestandteile ist. Dieser Effekt erreicht sein Maximum in Bereich von Eisen- und Nickelkernen mit 0,945 Prozent.
- Atomkerne bestehen aus Protonen und Neutronen. Neutronen sind 0,138 Prozent schwerer als Protonen.
- Protonen kommen im elektrisch neutralen Atom nur zusammen mit ebenso vielen Elektronen vor, die 0,055 Prozent der Protonenmasse haben.

Die letzten beiden Effekte kompensieren einander nur teilweise.

## Rein- und Mischelemente

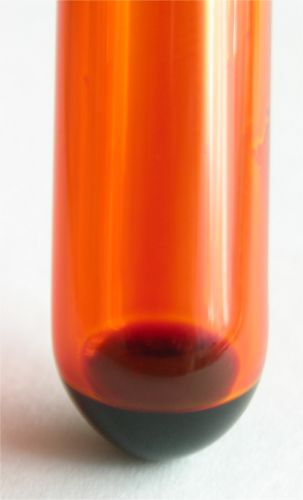
Brom mit Dampf in Ampulle

Chemische Elemente, die in ihren natürlichen Vorkommen nur eine Sorte von Atomen aufweisen, heißen Reinelemente; wenn sie dagegen aus zwei oder mehr Isotopen bestehen, heißen sie Mischelemente. Die meisten Elemente sind Mischelemente. Es existieren 19 stabile und drei langlebige instabile Reinelemente (Bismut, Thorium und Plutonium), insgesamt also 22 Reinelemente.
Im Periodensystem steht für Mischelemente die durchschnittliche Atommasse gemäß den relativen Häufigkeiten der Isotope. Das natürliche Mischverhältnis ist bei einem Element meist konstant, kann bei einigen Elementen aber lokal schwanken. Blei zum Beispiel zeigt je nach Herkunft (Lagerstätte) unterschiedliche durchschnittliche Atommassen. 2010 beschloss die IUPAC, dass zukünftig für die Elemente Wasserstoff, Bor, Lithium, Kohlenstoff, Stickstoff, Sauerstoff, Silicium, Schwefel, Chlor und Thallium im Periodensystem die Masse als Massenbereich anzugeben ist.
Die Begriffe Reinstoff und Reinelement sowie Stoffgemisch und Mischelement sind strikt zu unterscheiden.

## Aggregatzustand, Dichte
Die meisten Elemente sind bei Standardbedingungen
- fest (und/oder)
- dichter als Wasser (Ausnahmen: Li, Na, K)
- ja sogar Schwermetall, also dichter als 5000 kg/m³.

Die Atommasse-leichtesten 2, nämlich H und He, weiters N und O, die zwei leichtesten Halogene (F und Cl) und alle Edelgase (Ne, Ar, Kr, Xe, Rn) außer Og sind gasförmig.
Flüssig sind nur Brom und – bei erstaunlich großer Atommasse – nur noch Hg Quecksilber.
Die Dichte korreliert oft mit der Atommasse, bei Gasen sehr genau mit der Molekülmasse. Lithium hat etwa die halbe Dichte von Wasser, die schwersten Elemente (Au, Os, W) haben etwa die 20-fache Dichte von Wasser.

## Chemische Bindungen

Kalottenmodell des Wassermoleküls (H_{2}O)

Kristallstruktur von Natriumchlorid

Chemische Elemente können, bis auf einige Edelgase, chemische Bindungen eingehen. Dabei sind mehrere der elementaren Atome zu Molekülen, Ionenkristallen, Komplexen oder metallischen Verbindungen zusammengeschlossen.
Bilden Elemente chemische Bindungen mit sich selbst, so nennt man den Reinstoff ebenfalls Element:
Bei vielen Gasen wie Chlor Cl oder Fluor F bilden zwei Atome desselben Elements eine kovalente Bindung aus und werden zu einem Elementmolekül, hierbei Cl2 und F2. Sauerstoff bildet neben O2 auch weniger stabile dreiatomige O3-Moleküle aus, Schwefel bildet ringförmige aus sechs bis acht Atomen.
Wenn Elemente eine chemische Bindung mit anderen Elementen eingehen, entstehen chemische Verbindungen. Wasser mit der Summenformel H2O ist beispielsweise eine Verbindung aus den Elementen Wasserstoff H (2 Atome pro Molekül) und Sauerstoff (1 Atom pro Molekül).
Grundsätzlich gibt es vier Arten von chemischen Verbindungen zwischen den Atomen unterschiedlicher Elemente:
- Molekulare Verbindungen entstehen in der Regel aus Nichtmetall und Nichtmetall – sie sind Nichtleiter (elektrisch nicht leitfähig) mit zumeist relativ niedrigem Siedepunkt (diamantartige oder kunststoffartige Verbindungen mit Riesenmolekülen ausgenommen). Beispiele für molekulare Verbindungen sind neben Wasser auch Methan, Zucker.
- Ionische Verbindungen oder Salze entstehen häufig  aus Metall(kation) und Nichtmetall(anion). Sie sind spröde, oft von hohem Schmelzpunkt und in Schmelze oder Lösung elektrisch leitfähig. Beispiele für Ionenverbindungen sind Eisen(II)-oxid und Kochsalz (Natriumchlorid).
- Komplexe bestehen aus einem Zentralteilchen, das von Liganden umgeben ist. So handelt es sich beispielsweise bei Chlorophyllen um Komplexverbindungen.
- Metallische Verbindungen entstehen aus zwei oder mehr Metallen. Die Metallatome sind hier durch metallische Bindungen sowie nicht selten durch zusätzliche ionische oder kovalente Bindungsanteile verbunden. Sie sind nicht zu verwechseln mit Legierungen, die zu den Gemischen gezählt werden.

## Die Entstehung von Elementen

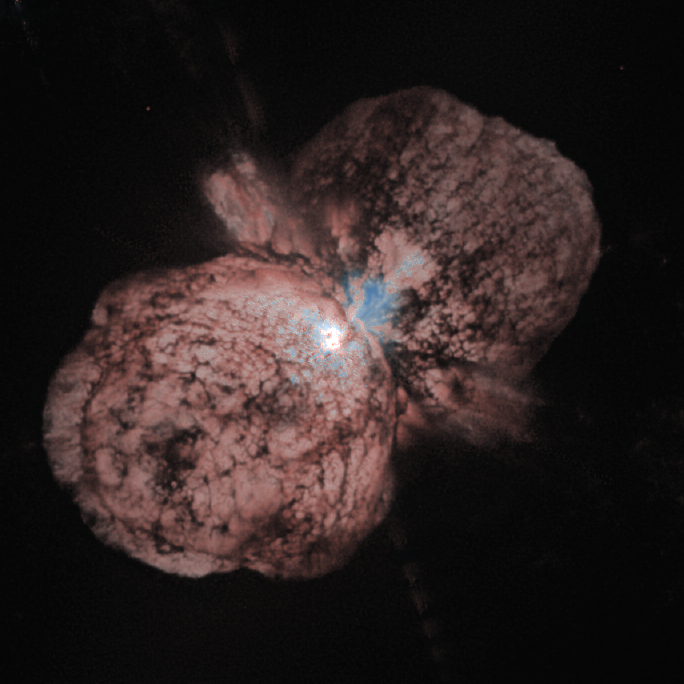
Gegen Ende ihrer Leuchtphase erzeugen schwere Sterne auch schwerere Atomkerne und stoßen das Material in Form von Wolken aus, hier: Nebel um den extrem massereichen Stern eta Carinae, entstanden durch Eruptionen 100 bis 150 Jahre zuvor.

Bereits beim Urknall entstanden die leichten Elemente Wasserstoff (ca. 75 %) und Helium (ca. 25 %), zusammen mit geringen Mengen Lithium und Beryllium.
Am Anfang der Kosmochemie steht daher der Wasserstoff mit einer relativen Atommasse von ca. 1,0 u (ein Proton). Schwerere Elemente entstehen im Universum durch Kernreaktionen in den Sternen. In Hauptreihen-Sternen, wie unserer Sonne, verschmelzen unter hoher Temperatur (mehrere Millionen Grad Celsius) und hohem Druck beispielsweise vier Wasserstoffatomkerne über mehrere Zwischenstufen zu einem Heliumatomkern (relative Atommasse ca. 4,0 u). Dieser ist ein wenig leichter als die vier Protonen zusammen, die Massendifferenz wird als Energie frei.
Diese Fusion (Atome mit geringerer Protonenzahl verschmelzen zu höheren) geht in den meisten Sternen bis zur Entstehung von Kohlenstoff, in massereichen bis zur Bildung von Eisen weiter, dem am dichtesten gepackten Atomkern. Dies erfolgt immer unter Abgabe von Energie, wobei die Energieausbeute mit zunehmender Ordnungszahl der gebildeten Elemente bis zum Eisen immer geringer wird. Die Fusionsreaktionen zu schwereren Kernen würden eine Zufuhr von Energie erfordern.
Schwerere Elemente als Eisen entstehen deshalb nicht durch Kernfusion, sondern durch Neutroneneinfang bestehender Atome, die dabei in Elemente höherer Ordnungszahl umgewandelt werden. Dies geschieht bei massearmen Sternen im sogenannten s-Prozess, bei massereichen am Ende der Lebenszeit von Sternen während einer Supernova im r-Prozess.
Die entstandenen Elemente gelangen (kontinuierlich durch Sonnenwind oder explosiv in einer Supernova) in das interstellare Medium und stehen für die Bildung der nächsten Sterngeneration oder anderen astronomischen Objekten zur Verfügung. Jüngere Sternensysteme enthalten daher bereits von Anfang an geringe Mengen schwererer Elemente, die Planeten wie in unserem Sonnensystem bilden können.

## Statistik der chemischen Elemente
Von den 118 bekannten Elementen (Stand 2015) sind 80 stabil. Alle stabilen Elemente kommen auf der Erde natürlich vor, ebenso 14 radioaktive (siehe Elementhäufigkeit). Weitere radioaktive Elemente wurden künstlich hergestellt, ihre Zahl wird vermutlich weiter steigen.
Die Elemente lassen sich nach verschiedenen Kriterien unterteilen. Am häufigsten ist die Unterteilung in solche Elemente, die Metalle bilden und den Großteil der Elemente ausmachen, sowie in Nichtmetalle und die Zwischenstufe Halbmetalle.
Zur Gruppe der Nichtmetalle gehören nur 17 aller Elemente, diese bilden bei Standardbedingungen keine Metalle. Davon liegen die sechs Edelgase einatomig vor, weil deren Atome keine Moleküle bilden, d. h. nicht miteinander reagieren. Dagegen verbinden sich andere mit Atomen des gleichen Elements zu Molekülen. Dazu zählen die weiteren fünf unter Normalbedingungen gasförmigen Elemente: Wasserstoff (H2), Stickstoff (N2), Sauerstoff (O2), Fluor (F2) und Chlor (Cl2) sowie das flüssige Brom (Br2) und das feste Iod (I2).

### Häufigkeit der chemischen Elemente

Relative Häufigkeit der Elemente in der Erdkruste

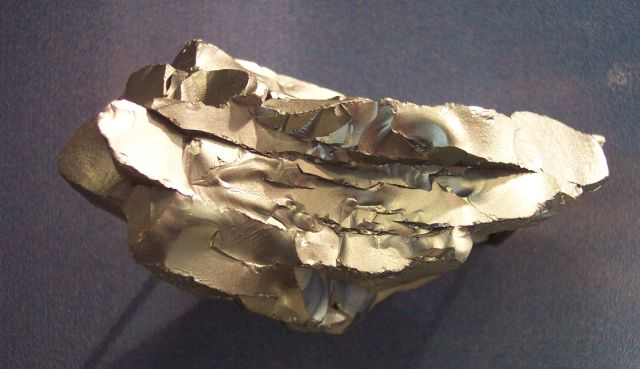
Polykristallines Silicium

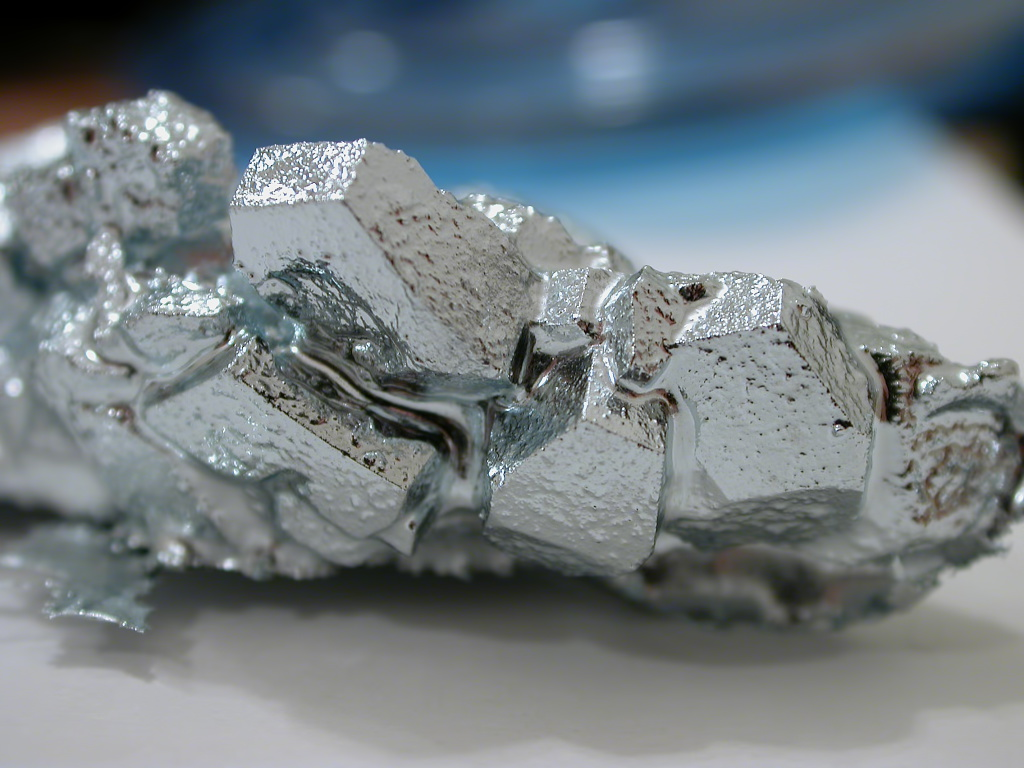
Kristalle aus 99,999 % Gallium

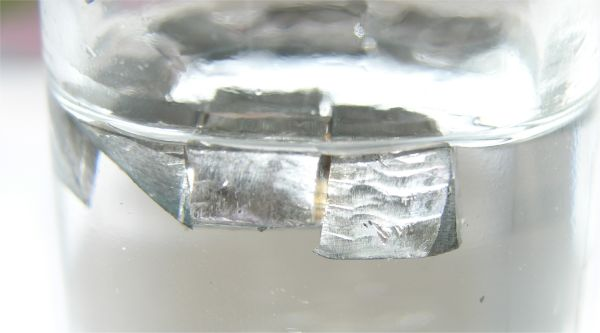
Lithium-Stücke in Paraffinöl zum Schutz vor Oxidation

Die Häufigkeit der chemischen Elemente unterscheidet sich je nach dem betrachteten Bereich.
Im Universum ist sie eng verknüpft mit den Entstehungsprozessen im kosmologischen Zeitrahmen (Nukleosynthese). Dort ist das weitaus häufigste Element der Wasserstoff, gefolgt von seinem einfachsten Fusionsprodukt Helium, die beide schon bald nach dem Urknall entstanden. Die nächsthäufigsten Elemente sind Kohlenstoff und Sauerstoff. Lithium, Beryllium und Bor entstanden ebenfalls beim Urknall, jedoch in wesentlich geringeren Mengen.
Helium, Kohlenstoff und Sauerstoff sowie alle anderen Atomsorten wurden durch Kernfusion in Sternen oder durch andere astrophysikalische Vorgänge gebildet. Dabei entstanden häufiger Atome mit gerader Protonenzahl, wie Sauerstoff, Neon, Eisen oder Schwefel, während Elemente mit ungerader Protonenzahl seltener sind. Diese Regel wird nach dem US-amerikanischen Chemiker William D. Harkins (1873–1951) Harkinssche Regel genannt. Markant ist die besondere Häufigkeit des Eisens als Endpunkt der möglichen Kernfusion in Sternen.
Die Verteilung auf der Erde unterscheidet sich von derjenigen, die im gesamten Universum vorherrscht. Insbesondere sind auf der Erde vergleichsweise geringe Mengen Wasserstoff und Helium vorhanden, weil diese Gase vom Schwerefeld der Erde nicht festgehalten werden können; im Sonnensystem befinden sie sich vor allem in den Gasplaneten wie Jupiter und Neptun. Auf Gesteinsplaneten wie der Erde überwiegen die schwereren Elemente, vor allem Sauerstoff, Silicium, Aluminium und Eisen.
Organismen bestehen hauptsächlich aus Wasserstoff, Sauerstoff, Kohlenstoff und Stickstoff.
In dem jeweils betrachteten Bereich sehr häufig vorkommende Elemente bezeichnet man als Mengenelemente, sehr seltene als Spurenelemente.